# Каминис, Йоргос
Йоргос Каминис (греч. Γιώργος Καμίνης; род. 15 июля 1954, Нью-Йорк, Нью-Йорк) — греческий юрист, профессор конституционного права, омбудсмен в Греции с 2003 по 2010 год. Действующий депутат парламента Греции с 7 июля 2019 года. В прошлом — мэр Афин (2011—2019).

## Биография
Йоргос Каминис родился в Нью-Йорке. Образование получил на юридическом факультете Афинского университета, который окончил в 1980 году. Позже продолжал образование в Университете Париж II, Университете Париж I, доктор права с 1989 года.
В ноябре 1982 года начал заниматься научными исследованиями и временно преподавать на юридическом факультете Афинского университета. В 1991 году избран преподавателем и доцентом в 1998 году. С сентября 1989 года он был научным сотрудником кафедры парламентских исследований в составе Управления исследований Греческого парламента.
В период с 1989 по 2003 год Йоргос Каминис работал заместителем омбудсмена, а с апреля 2003 года до 2010 года — омбудсменом в Греции.
На местных выборах 2010 года избран мэром Афин (выдвинут партией Демократические левые, поддержан социалистами, экологистами и либералами), победив во втором круге кандидата «Новой демократии» и ЛАОС. К своим обязанностям Йоргос Каминис приступил 1 января 2011 года.